# W54 (核弾頭)
W54は、アメリカ合衆国が開発した核弾頭。超小型の核弾頭であり、重量は50ポンド（約23kg）ほどである。開発はロスアラモス国立研究所で行われ、1961年-1962年にかけて400発が生産された。1971年頃まで部隊配備されていた。

## 概要

### 小さな核兵器の開発
これは、戦術目的で用いる核兵器であり、小型で可搬性が高く、発射部隊や味方を爆発被害に巻き込まないように、爆発威力を低く抑えることを目的として開発された。1957年頃から低核出力の核実験が繰り返されたが、威力が100ktオーバーになるなど、低く抑えることは難しかった。実験を繰り返し1961年までには核爆発を低威力に抑えることに成功した。W54自身は1962年に2回の核実験が行われ、22tと18tの核出力を記録している。
W54は、プルトニウムを用いたインプロージョン方式の核分裂弾頭であり、サイズは直径27cm、長さ40cm。核出力は10-250t。後のW72核弾頭は、W54を再使用・再設計したものである。

### 沖縄米軍基地での配備
2019年5月、アメリカのジャーナリスト、アニー・ジェイコブセンが『奇襲し殺し消える ～ CIA のパラミリタリー陸軍と工作員と暗殺者』を出版。1960年代、沖縄県宜野座村のキャンプ・ハーディーが米陸軍特殊部隊グリーン・ライト・チーム(Green Light Teams) による W54 (特殊核爆破資材) SADM (Special Atomic Demolition Munition) の極秘訓練拠点だったことを証言で明らかにしている。
米国国防総省が1999年に公開したリストによると、デイビークロケットは1964年4月から1968年12月まで沖縄に配備されていたとある。デイビークロケットは射程が最短でわずか2マイル。発射した兵士や周辺の土地も被爆が避けられないものだった。

## バリエーション
Mk.54
デイビー・クロケット用。歩兵が運用する無反動砲砲弾であり、アメリカ陸軍で運用された。核出力10tまたは20t、時限信管。
B54
特殊核爆破資材（SADM）用。アメリカ海軍およびアメリカ海兵隊の特殊部隊向けの装備であり、人力で運搬可能で、爆破地点に設置する資材である。核出力10t-1kt、時限信管。
W54
AIM-26A ファルコン核空対空ミサイル用。核出力250t、触発および近接信管。アメリカ空軍で運用。